# Шаландри-Элер
Шаландри́-Эле́р (фр. Chalandry-Elaire) — коммуна во Франции, находится в регионе Шампань — Арденны. Департамент — Арденны. Входит в состав кантона Флиз. Округ коммуны — Шарлевиль-Мезьер.
Код INSEE коммуны — 08096.
Коммуна расположена приблизительно в 200 км к северо-востоку от Парижа, в 90 км севернее Шалон-ан-Шампани, в 8 км к югу от Шарлевиль-Мезьера.

## Население
Население коммуны на 2008 год составляло 581 человек.
| 1962 | 1968 | 1975 | 1982 | 1990 | 1999 | 2008 |
| ---- | ---- | ---- | ---- | ---- | ---- | ---- |
| 256  | 258  | 291  | 323  | 420  | 524  | 581  |

## Экономика
В 2007 году среди 405 человек в трудоспособном возрасте (15—64 лет) 290 были экономически активными, 115 — неактивными (показатель активности — 71,6 %, в 1999 году было 71,0 %). Из 290 активных работали 272 человека (142 мужчины и 130 женщин), безработных было 18 (9 мужчин и 9 женщин). Среди 115 неактивных 46 человек были учениками или студентами, 42 — пенсионерами, 27 были неактивными по другим причинам.